# RCD Mallorca
Real Club Deportivo Mallorca je španělský fotbalový klub sídlící v přístavním městě Palma na ostrově Mallorca ve Španělsku. Klub hraje španělskou nejvyšší soutěž La Ligu. Byl založen 5. března 1916 a své domácí zápasy hraje na Iberostar Stadium. V současnosti tým trénuje bývalý španělský fotbalista Luis García. Mallorca hraje s červenými dresy a černými trenýrkami. Mezi největší úspěchy Mallorcy se řadí vítězství ve španělském poháru Copa del Rey (2003), vítězství ve Španělském superpoháru (1998) či finálová účast v Poháru vítězů pohárů (1999). Mallorca strávila celkem 26 sezón v nejvyšší soutěži.

## Historie
Nejstarší klub na Baleárských ostrovech byl založen roku 1916 španělským inženýrem Adolfem Vázquezem. Ten pojmenoval klub podle tehdejšího krále Junta Directiva del Alfonso XIII FBC. První stadion pak dostal jméno Buenos Aires. První zápas se odehrál na domácím hřišti klubu proti katalánskému velkoklubu FC Barcelona. Bylo to 25. března 1916 a klub prohrál 0–8. Z politických důvodů byl klub v roce 1931 přejmenován na Club Deportivo Mallorca a o osmnáct let později dostal jako důkaz královské přízně přízvisko Real.

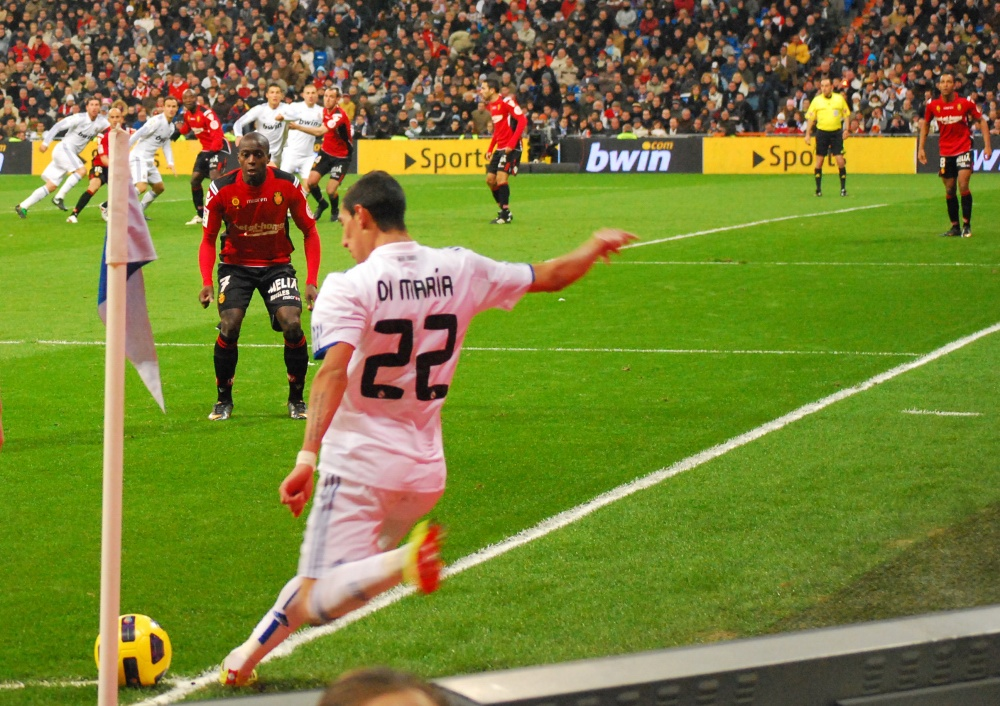

Největší úspěchy však zažil klub až v mnohem pozdější době, na přelomu tisíciletí. V té době se klub poměrně pravidelně umísťoval v horních patrech Primera División a nastupoval v Evropských soutěžích. Sezona 1998/99 pro něj byla tou dosud nejúspěšnější. Jako finalista předchozího ročníku Copa del Rey (prohra s FC Barcelona) nastoupil na počátku sezony proti stejnému soupeři, držícímu mistrovský double, i v Supercopa de España. Tam zvítězil v obou zápasech (celkové skóre 3–1) a stal se držitelem domácího Superpoháru. V superpoháru nastoupil ještě v roce 2003. Tentokrát ovšem jako vítěz Copa del Rey (ve finále porazil Recreativo de Huelva 3–0). Podruhé zvítězit se mu však nepodařilo. V cestě stál tentokrát Real Madrid, který otočil dvojzápas a celkovým skóre 4–2 zvítězil on.
Největším úspěchem na Evropské scéně byla účast ve finále posledního ročníku Poháru vítězů pohárů. Po skvělé cestě soutěží, kdy v semifinále porazil i Chelsea FC, se mu stal osudným až finálový soupeř Lazio Řím z Itálie. Výsledek finále byl 2–1 a rozhodl ho v 81. minutě Pavel Nedvěd.

## Vyhrané domácí soutěže
- Copa del Rey (1× )

       (2002–03)
- Supercopa de España (1× )

       (1998)

## Statistika sezon
- 26 sezon v Primera División
- 31 sezon v Segunda División
- 2 sezony v Segunda División B
- 12 sezon v Tercera División
- 7 sezon v regionálních soutěžích